# Communauté de communes de la Région de Ramerupt
Die Communauté de communes de la Région de Ramerupt war ein französischer Gemeindeverband mit der Rechtsform einer Communauté de communes im Département Aube in der Region Grand Est. Sie wurde am 27. Oktober 1972 gegründet und umfasste 15 Gemeinden. Der Verwaltungssitz befand sich im Ort Ramerupt.

## Historische Entwicklung
Am 1. Januar 2017 wurde der Gemeindeverband mit den Communautés de communes Région d’Arcis-sur-Aube und Nord de l’Aube zur neuen Communauté de communes d’Arcis, Mailly, Ramerupt zusammengeschlossen.

## Ehemalige Mitgliedsgemeinden
1. Brillecourt
2. Chaudrey
3. Coclois
4. Dampierre
5. Dommartin-le-Coq
6. Isle-Aubigny
7. Mesnil-Lettre
8. Morembert
9. Nogent-sur-Aube
10. Ortillon
11. Ramerupt
12. Vaucogne
13. Vaupoisson
14. Verricourt
15. Vinets